# Паркер-Скул (Монтана)
Паркер-Скул (англ. Parker School) — переписна місцевість (CDP) в США, в округах Гілл і Чуто штату Монтана. Населення — 388 осіб (2020).

## Географія
Паркер-Скул розташований за координатами 48°14′48″ пн. ш. 109°44′3″ зх. д. / 48.24667° пн. ш. 109.73417° зх. д. (48.246774, -109.734262).  За даними Бюро перепису населення США в 2010 році переписна місцевість мала площу 19,11 км², уся площа — суходіл.

## Демографія
Згідно з переписом 2010 року, у переписній місцевості мешкало 340 осіб у 80 домогосподарствах у складі 71 родини. Густота населення становила 18 осіб/км².  Було 89 помешкань (5/км²).
Расовий склад населення:
| - 98,8 % — корінних американців - 0,6 % — білих |

До двох чи більше рас належало 0,6 %. Частка іспаномовних становила 0,0 % від усіх жителів.
За віковим діапазоном населення розподілялося таким чином: 41,2 % — особи молодші 18 років, 51,2 % — особи у віці 18—64 років, 7,6 % — особи у віці 65 років та старші. Медіана віку мешканця становила 22,8 року. На 100 осіб жіночої статі у переписній місцевості припадало 106,1 чоловіків;  на 100 жінок у віці від 18 років та старших — 108,3 чоловіків також старших 18 років.
Середній дохід на одне домашнє господарство  становив 56 538 доларів США (медіана — 50 547), а середній дохід на одну сім'ю — 57 851 долар (медіана — 44 583). Медіана доходів становила 51 786 доларів для чоловіків та 36 538 доларів для жінок. За межею бідності перебувало 28,9 % осіб, у тому числі 37,2 % дітей у віці до 18 років та 33,3 % осіб у віці 65 років та старших.
Цивільне працевлаштоване населення становило 160 осіб. Основні галузі зайнятості: освіта, охорона здоров'я та соціальна допомога — 34,4 %, публічна адміністрація — 32,5 %, сільське господарство, лісництво, риболовля — 9,4 %, мистецтво, розваги та відпочинок — 8,8 %.